# ゴージャス (アルバム)
『ゴージャス』 (Gorgeous) は、イギリスのテクノバンド808ステイトが1993年に発表したアルバムである。

## 解説
前作『エクセル』のリリース後、808ステイトはメンバー4人から3人に替わって作曲活動を開始した。
本作では、「Moses」にエコー&ザ・バニーメン（Echo & the Bunnymen）のイアン・マッカロクを迎え、ゲストボーカルで参加した他、「One In Ten」ではUB40をフィーチャリングするなど前作に引き続きコラボレーションを試みるほかにも、「10 x 10」では女性のゴスペルシンガーを取り入れるなど音楽的要素が前作よりも豊富になった。
リリースした後、来日公演を東京渋谷オンエアー（現在のShibuya O-EAST）で行うなど、勢力的にプロモーション、ライブ活動を行なっていたが、日本ではテクノブームが全盛期を迎えるものの、逆に彼らはテクノシーンの中心からはやや遠ざかっていくこととなり、また中心人物のグラハムマッセイがプロデュース活動を中心に行うようになっただけでなく、元々あまり仲の良くなかったメンバー間の亀裂は深まり、メンバーが再び集まって次のスタジオアルバム『Don Soralis』がリリースされるまでには3年もの時間を要することになった。

## 収録曲
※ZTT盤、ワーナーミュージック盤による。
1. プラン9 Plan 9 – 4:02
2. モーセス(Featuring. Ian McCulloch) Moses (Featuring. Ian McCulloch) – 2:54
3. コントリーキュ Contrique – 3:40
4. 10 X 10 10 X 10 (Featuring. Barrington Stewart and Rachel McFarlane)  – 3:33
5. ワン・イン・テン One in Ten(Remix) – 2:40
6. ヨーロッパ(Featuring. Caroline Seaman) Europa (Featuring. Caroline Seaman) – 4:16
7. オービット Orbit – 4:01
8. ブラック・モルペウス Black Morpheus – 4:04
9. サザンクロス Southern Cross – 5:03
10. ニムバス Nimbus – 4:34
11. コロニー Colony – 4:45
12. タイム・ボム Timebomb  – 2:55
13. ストーミン・ノーマン Stormin Norman – 3:23
14. セクシー・ダンサー Sexy Dancer – 3:00
15. セクシー・シンセサイザー Sexy Synthesizer – 3:39

## 制作
- 作詞・作曲・編曲 - 808 ステイト
- プロデューサー - 808ステイト
- エンジニア - マイク・フィッシュ、 アラン・ハース
- ミックス・マスタリング - アルン・チャクラバティ
- プログラミング – 808ステイト
- デザイン – ジョンソン・パナス

## その他
- このアルバムは本来1992年にZTTレコードから発売される予定だった。
- 同年5月に来日記念盤として、日本向けにリミックス曲を収録したコンピレーション・アルバム『Forecast』が追って発売された[1]。
- 全英アルバムチャートでは1993年2月13日付けで最高位17位を記録している。[2]
- アルバムからは「Plan 9」「10 X 10」「One in Ten (vs. UB40)」「Timebomb」がシングル・カットされている。